# Église Saint-Médéric de Péroy-les-Gombries
L'église Saint-Médéric est située à Péroy-les-Gombries, dans l'Oise. Elle est affiliée à la paroisse Notre-Dame-de-la-Vistitation du Haudouin.

## Galerie d'images

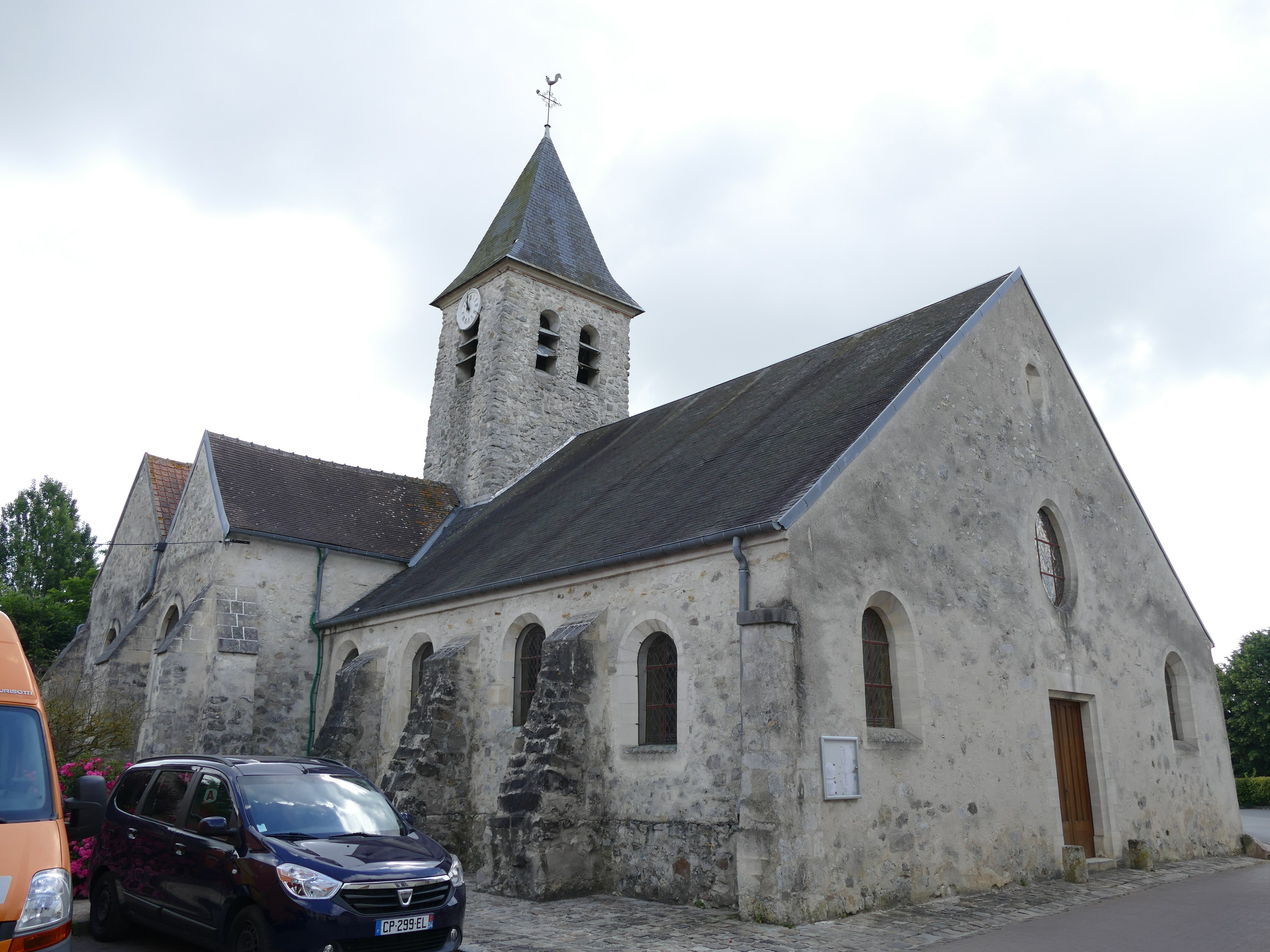
Autre vue
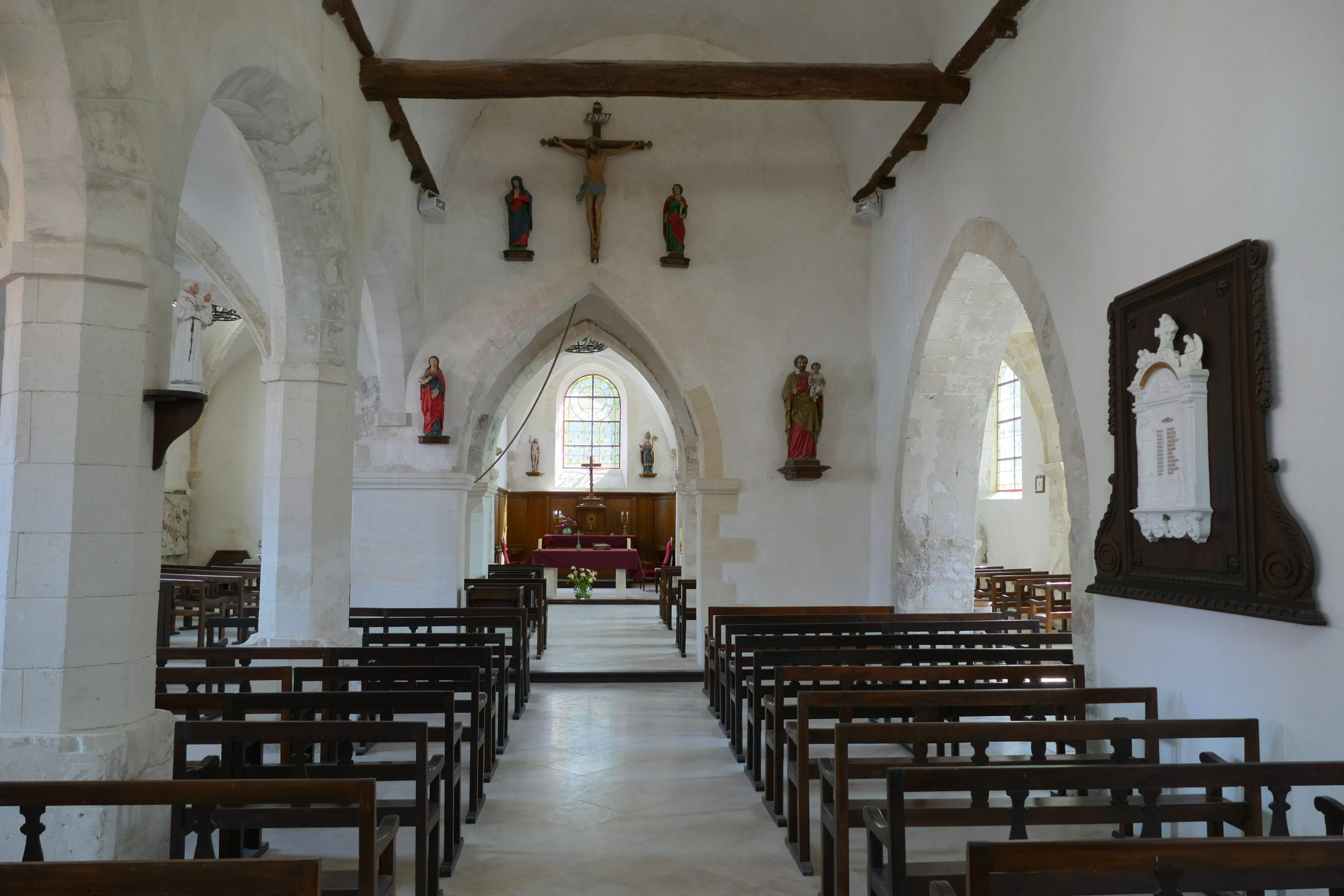
La nef
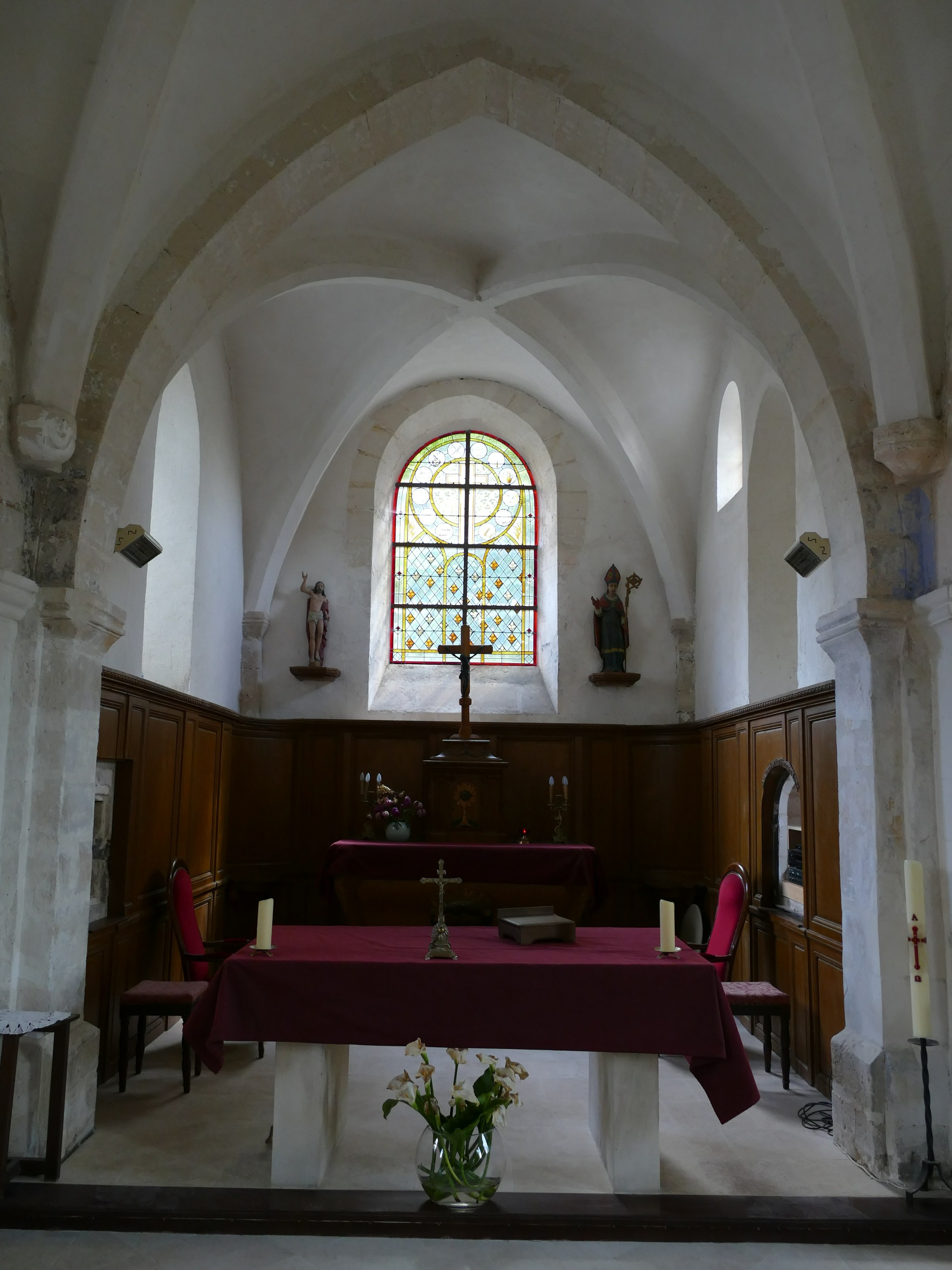
Le chœur
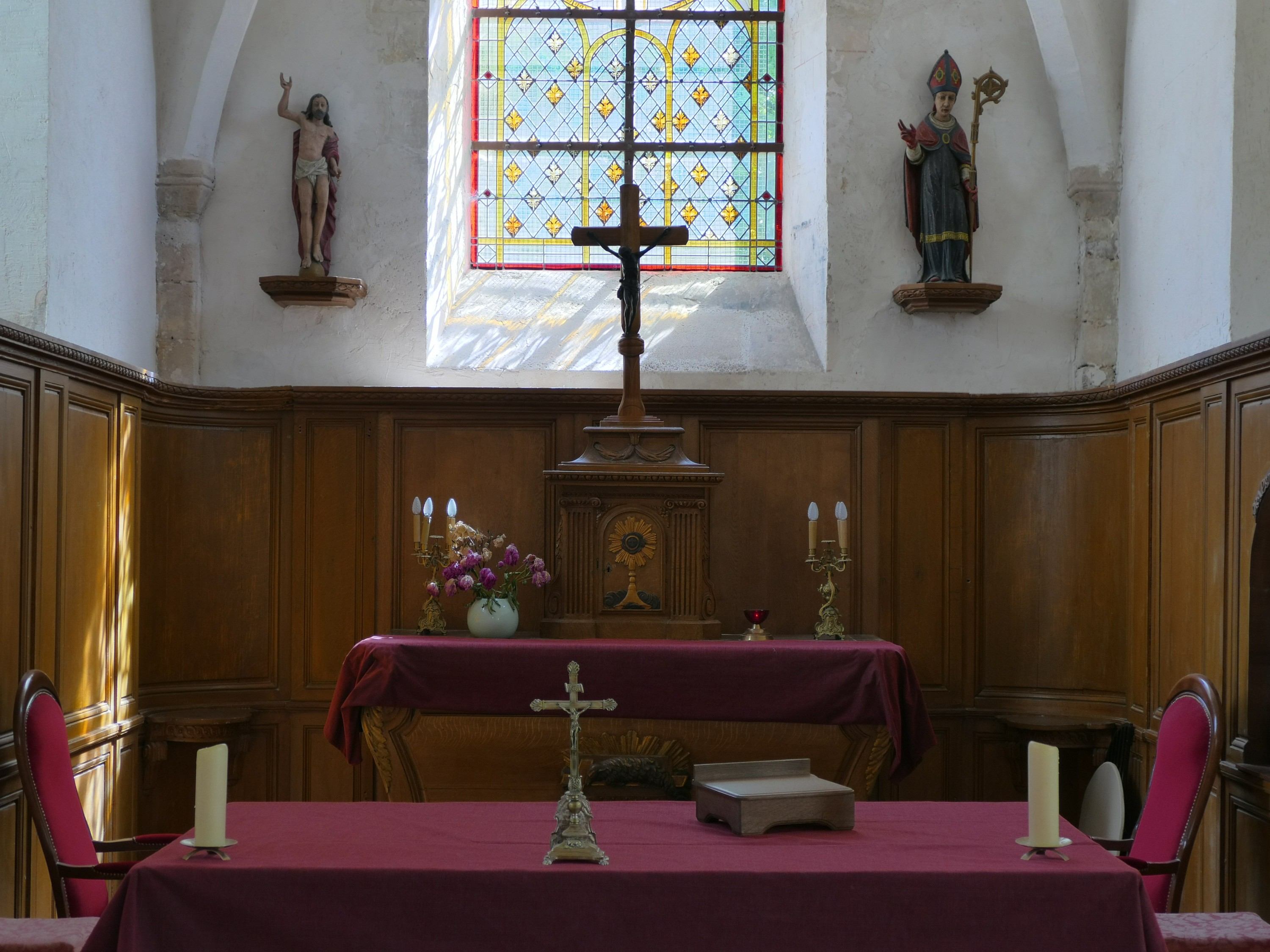
L'autel
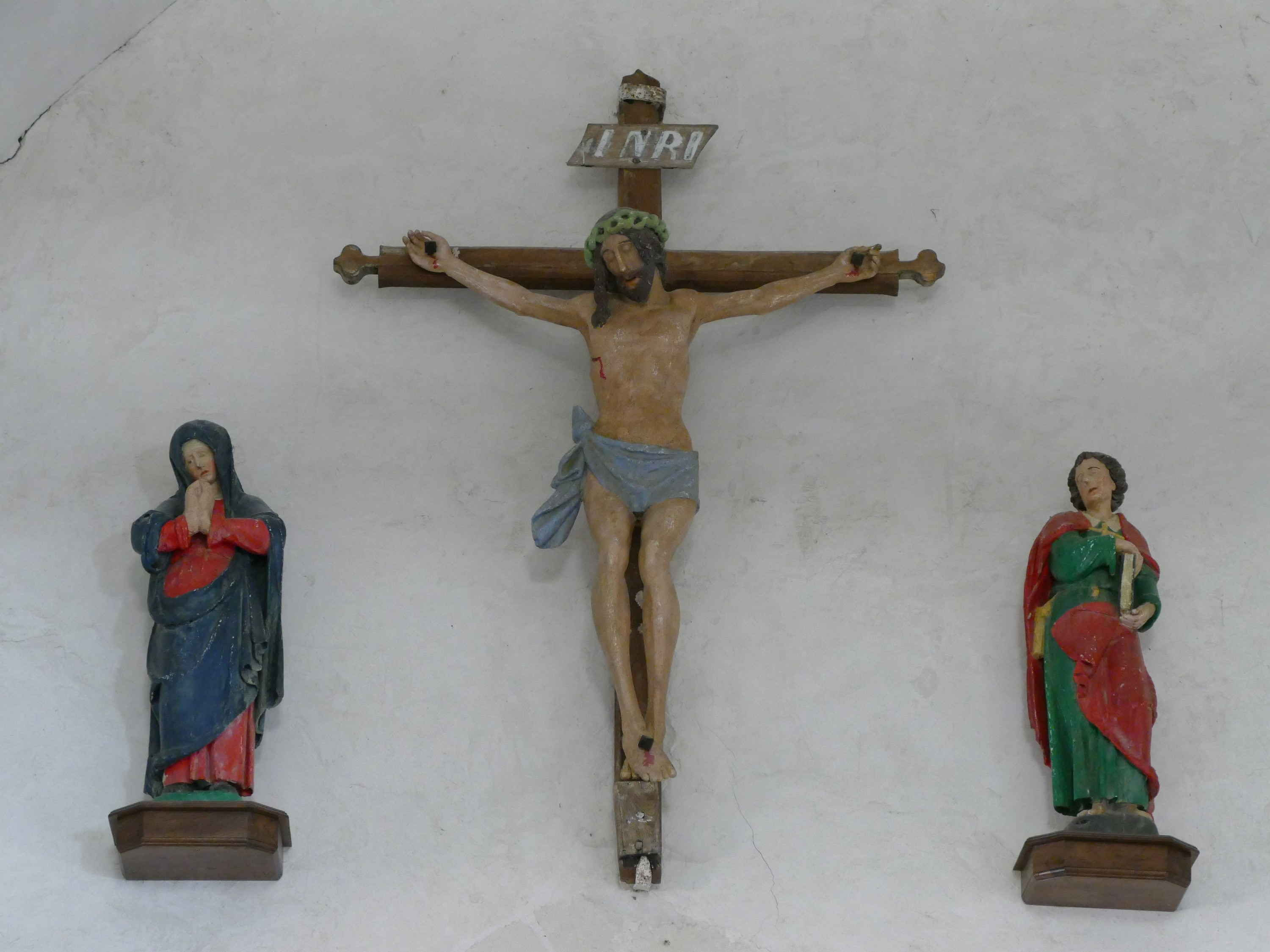
Crucifix
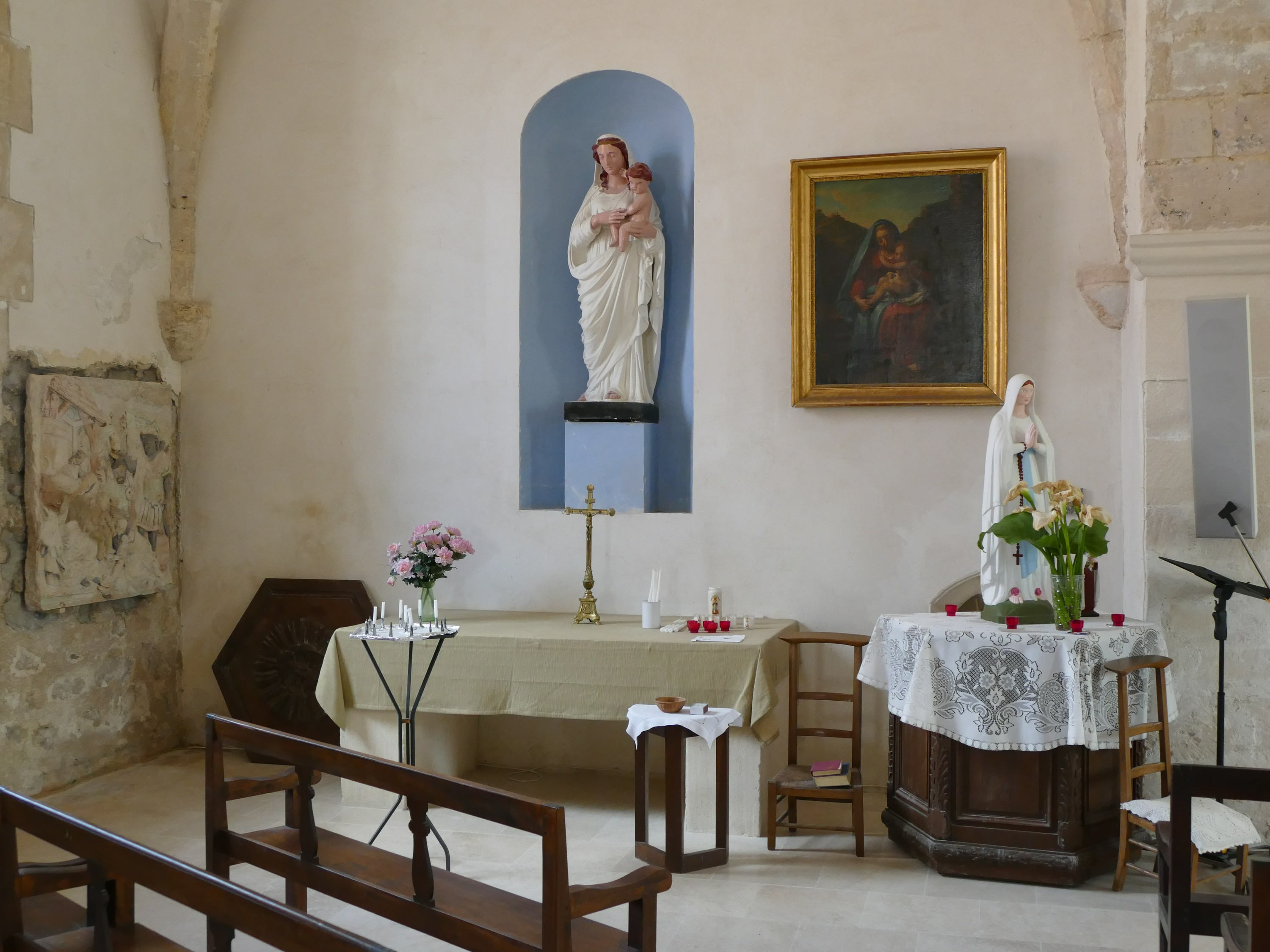
Statues de la Vierge
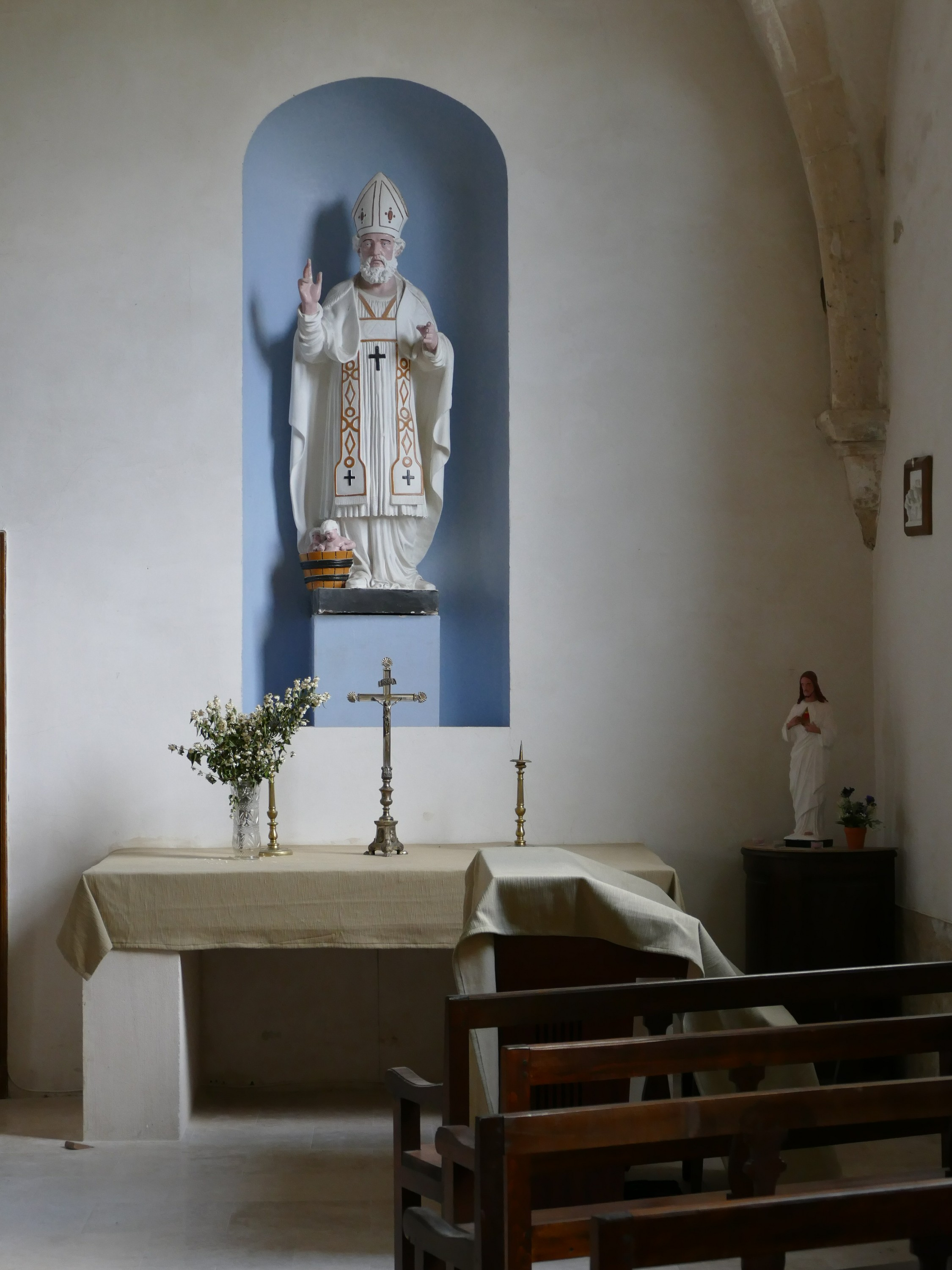
Statue de saint Nicolas